# Radio Océan/Atlantic 2000
Radio Océan/Atlantic 2000 era una emisora de radio periférica, audible en la costa atlántica francesa desde el País Vasco hasta Brest. Transmitía en onda media de 273 m, desde un transmisor ubicado en el Monte Ulía, cerca de San Sebastián (España).

## Historia

### Primera etapa
En 1955, Jacques Trémoulet (propietario de Radio Andorra) observó que su emisora de radio era apenas audible en el País Vasco. Decidió crear una nueva radio en esta región llegando a un acuerdo con una emisora española de la Cadena SER que tiene un transmisor situado cerca de San Sebastián. En abril de 1956, esta emisora comenzó a emitir con el nombre de Radio Atlantic, retransmitiendo diariamente programas de Radio Andorra en francés de 12:00 a 13:30 y de 18:00 a 20:00 horas
En mayo de 1960, Radio Atlantic ya no puede financiar sus programas. Jacques Trémoulet, todavía propietario de la emisora y de Radio Andorra, decide cerrar Radio Atlantic y concentrar su actividad únicamente en su emisora andorrana.

### Segunda etapa
A finales de 1967, tras la inauguración de Sud Radio en Pic Blanc de Andorra y la mejora de la retransmisión de esta emisora en el suroeste de Francia, Jacques Trémoulet, todavía jefe de Radio Andorra, tuvo que reaccionar y decidió reabrir un repetidor de su radio para cubrir en buenas condiciones el País Vasco francés y la costa atlántica francesa.
En 1968 Radio Andorra regresa al País Vasco. Jacques Trémoulet firma en esta ocasión un acuerdo con otra emisora de radio española en San Sebastián, La Voz de Guipúzcoa (red REM) y lanza el 14 de agosto de 1968 una nueva emisora llamada Radio Océan, audible en una zona que se extiende desde el País Vasco hasta Brest.
Radio Océan amplió progresivamente su programación y la duración de su programación. Para 1970, las retransmisiones ya no se grababan en Andorra, sino que se producían en directo desde el estudio de San Sebastián o desde el nuevo estudio situado en Bayona. De hecho, Radio Océan se convierte en una de las primeras estaciones de radio locales privadas de Francia. En 1971, las encuestas estimaban su audiencia en 300.000 oyentes. Su programa se publicaba en las columnas de los semanarios de radio y televisión franceses.
En 1971, tras la muerte de Jacques Trémoulet, sus sucesores en Radio Andorra no quisieron continuar con la experiencia de Radio Océan. Por eso firmaron un acuerdo con el periódico Sud Ouest, dirigido por Henri Amouroux. La radio se beneficiaría de la infraestructura del diario regional para la cobertura de los acontecimientos y de su promoción en las columnas del Sud-Ouest.
La radio confió su gestión publicitaria al diario Sud Ouest durante 3 años, que asumió el control total de la misma. Radio Océan en 1972 continuó su desarrollo llegando a 650.000 oyentes en Aquitania y en la costa atlántica francesa. Emitió cada día 5 horas de programas en francés y 30 minutos en euskera.
El 4 de julio de 1972 Radio Océan cambió de nombre, pasándose a llamar Atlantic 2000. Se abrieron estudios en Anglet. Incluso se produjeron elementos de programas grabados desde París. En ese entonces se tenía previsto construir un transmisor específico para la emisora para no depender más de las franjas horarias de Voz de Guipúzcoa.
A finales de 1974, Henri Amouroux dejó la dirección de Sud Ouest. La nueva dirección del periódico no quiso continuar con esta experiencia radiofónica porque la crisis económica de ese año impidió obtener buenos ingresos publicitarios.
El golpe fatal para Atlantic 2000 fue la muerte del general Franco en noviembre de 1975. En señal de duelo, todas las emisoras de radio de España debían emitir durante varias semanas únicamente música clásica sin publicidad. Al cumplimiento de esta obligación estaba obligado Atlantic 2000, que emitía desde San Sebastián. La dirección de la radio aprovechó para parar definitivamente la emisora.